# Zevenbergen (stacja kolejowa)
Zevenbergen (ned: Station Zevenbergen) – stacja kolejowa w Zevenbergen, w prowincji Brabancja Północna, w Holandii. Stacja znajduje się na linii Antwerpia – Lage Zwaluwe.

## Linie kolejowe
- Antwerpia – Lage Zwaluwe

## Połączenia
- 5900 Sprinter Dordrecht – Zevenbergen – Roosendaal